# В тени смерти
«В тени смерти» (латыш. «Nāves ēnā») — художественный фильм Рижской киностудии, экранизация рассказа Рудольфа Блауманиса. Включён в Культурный канон Латвии.

## Сюжет
Конец XIX века, рыбацкий посёлок в Латвии. На отколовшейся льдине остались четырнадцать человек. Их зыбкое пристанище всё дальше и дальше уносит в море. Только пять дней спустя на горизонте показалась эстонская лодка.
На всех места не хватает. Уставшим и озлобленным рыбакам приходится кинуть жребий, чтобы решить, кому оставаться в плену смертельной опасности.

## В ролях
- Эдуард Павулс — Гринталс
- Гунар Цилинский — Биркенбаум
- Эгонс Бесерис — Скапанс
- Альфред Видениекс — старик Далда
- Олга Дреге — Мария
- Эдгар Лиепиньш — Стурис
- Гунар Плаценс — Лудис Цубукс
- Юрис Плявиньш — Гурлумс
- Харий Авенс — старик Цубукс
- Карлис Себрис — Зальга
- Люция Баумане — старуха Далда
- Гирт Яковлев — Янис Далда
- Астрида Гулбе — жена Гринталса
- Роберт Зебергс — Силис
- Петерис Шоголовс — Карленс
- Вайронис Яканс — Скрастиньш
- Петерис Аузиньш — Скара

## Съёмочная группа
- Автор сценария: Гунар Пиесис и Янис Калныньш
- Режиссёр: Гунар Пиесис
- Оператор: Мартиньш Клейнс
- Художник: Герберт Ликумс
- Композитор: Маргерс Зариньш
- Звукорежиссёр: Глеб Коротеев